# Église Saint-Martin de Lados
Pour les articles homonymes, voir Église Saint-Martin.
L'église Saint-Martin de Lados est une église catholique située à Lados, en France.

## Localisation
L'église est située dans le département français de la Gironde, sur la commune de Lados, au sud-est du bourg, à proximité de la mairie.

## Historique
Construit originellement au XIIe siècle, l'édifice a été amplement remanié au XVIe siècle avec, entre autres, la réfection de la nef et son clocher carré a été ajouté après de gros dégâts provoqués par la foudre en 1883 ; il est inscrit au titre des monuments historiques par arrêté du 21 décembre 1925 pour sa façade occidentale.

## Notes et références

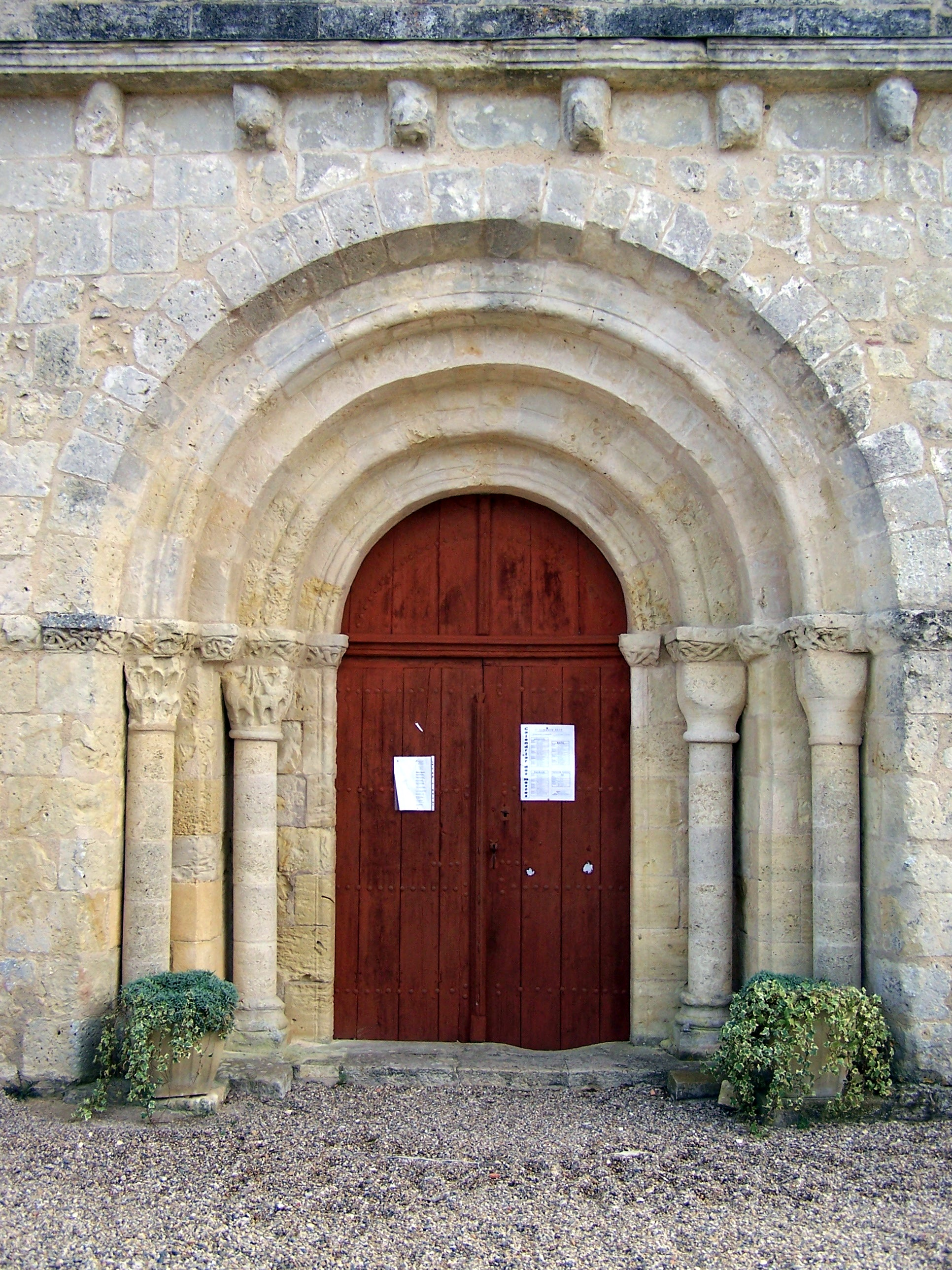
Le portail (mars 2010)
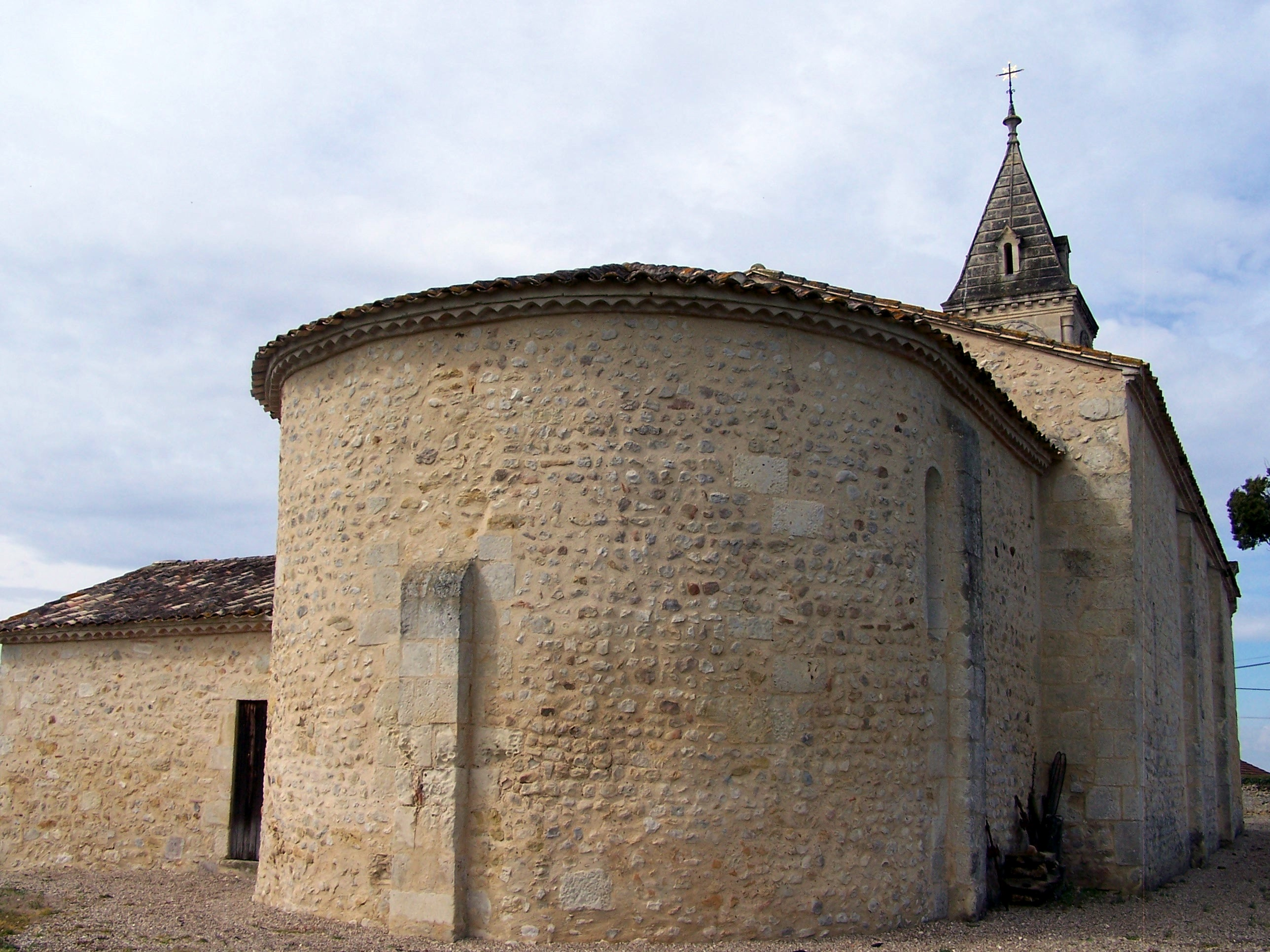
Vue orientale et chevet (mars 2010)